# Cantón de Saint-Sulpice-les-Feuilles
El cantón de Saint-Sulpice-les-Feuilles era una división administrativa francesa, que estaba situada en el departamento de Alto Vienne y la región de Limusín.

## Composición
El cantón estaba formado por nueve comunas:
- Arnac-la-Poste
- Cromac
- Jouac
- Les Grands-Chézeaux
- Lussac-les-Églises
- Mailhac-sur-Benaize
- Saint-Georges-les-Landes
- Saint-Martin-le-Mault
- Saint-Sulpice-les-Feuilles

## Supresión del cantón de Saint-Sulpice-les-Feuilles
En aplicación del Decreto n.º 2014-194 de 20 de febrero de 2014, el cantón de Saint-Sulpice-les-Feuilles fue suprimido el 22 de marzo de 2015 y sus 9 comunas pasaron a formar parte del nuevo cantón de Châteauponsac.